# Phrynobatrachus auritus
Phrynobatrachus auritus é uma espécie de anfíbio da família Petropedetidae.
Pode ser encontrada nos seguintes países: Camarões, República Centro-Africana, República do Congo, República Democrática do Congo, Guiné Equatorial, Gabão, Nigéria, Ruanda, Uganda e possivelmente em Angola.
Os seus habitats naturais são: florestas subtropicais ou tropicais húmidas de baixa altitude, rios, marismas de água doce, marismas intermitentes de água doce e florestas secundárias altamente degradadas.
Está ameaçada por perda de habitat.